# Owen Island (Cayman Islands)
Owen Island ist eine sehr kleine Insel im Osten des Gebiets der karibischen Cayman Islands.
Die unbewohnte Insel liegt rund 300 Meter vor der Südwestspitze der Insel Little Cayman im South Hole Sound, einer flachen Lagune.
Das unbewohnte Owen Island kann per Boot oder, von Little Cayman aus, auch per Kajak erreicht werden.